# .cs
.cs — национальный домен верхнего уровня для Чехословакии.
Первоначально домен предназначался для Чехословакии, но после её распада в 1993 году домен был выведен из обращения. Это произошло в январе 1995 года.
До 2006 года код CS в ISO 3166-1 был выделен для Сербии и Черногории, но там использовался домен .yu. После распада Сербии и Черногории на независимые государства для новообразовавшихся государств в ISO 3166-1 зарезервированы коды ME и RS, а IANA зарезервировала соответствующие домены .me и .rs.